# Neoleptoneta
Neoleptoneta is een geslacht van spinnen uit de  familie van de Leptonetidae.

## Soorten
- Neoleptoneta alabama (Gertsch, 1974)
- Neoleptoneta anopica (Gertsch, 1974)
- Neoleptoneta apachea (Gertsch, 1974)
- Neoleptoneta archeri (Gertsch, 1974)
- Neoleptoneta arkansa (Gertsch, 1974)
- Neoleptoneta blanda (Gertsch, 1974)
- Neoleptoneta bonita (Gertsch, 1974)
- Neoleptoneta bullis Cokendolpher, 2004
- Neoleptoneta caliginosa Brignoli, 1977
- Neoleptoneta capilla (Gertsch, 1971)
- Neoleptoneta chisosea (Gertsch, 1974)
- Neoleptoneta coeca (Chamberlin & Ivie, 1942)
- Neoleptoneta concinna (Gertsch, 1974)
- Neoleptoneta delicata (Gertsch, 1971)
- Neoleptoneta devia (Gertsch, 1974)
- Neoleptoneta furtiva (Gertsch, 1974)
- Neoleptoneta georgia (Gertsch, 1974)
- Neoleptoneta isolata (Gertsch, 1971)
- Neoleptoneta iviei (Gertsch, 1974)
- Neoleptoneta limpida (Gertsch, 1974)
- Neoleptoneta microps (Gertsch, 1974)
- Neoleptoneta modica (Gertsch, 1974)
- Neoleptoneta myopica (Gertsch, 1974)
- Neoleptoneta novaegalleciae Brignoli, 1979
- Neoleptoneta paraconcinna Cokendolpher & Reddell, 2001
- Neoleptoneta pecki (Gertsch, 1971)
- Neoleptoneta rainesi (Gertsch, 1971)
- Neoleptoneta reclusa (Gertsch, 1971)
- Neoleptoneta serena (Gertsch, 1974)
- Neoleptoneta uvaldea (Gertsch, 1974)
- Neoleptoneta valverdae (Gertsch, 1974)